# Tlalmanalco
Tlalmanalco è una città situata nella parte sud-orientale dello Stato del Messico. Il nome deriva dalla lingua nahuatl, e significa "area piatta". Lo stemma municipale raffigura la terra piatta con una piramide, e rappresenta la storia precolombiana, circondata da piccole montagne. E uguale al glifo utilizzato nei codici aztechi. Confina con i comuni di Chalco, Ixtapaluca, Cocotitlán, Temamatla, Tenango del Aire, Ayapango e Amecameca. Condivide un confine anche con il vicino stato di Puebla. Buona parte del comune confina con il parco nazionale di Izta-Popo Zoquiapan. Il vulcano Iztaccíhuatl domina la regione. La città è stata nominata "Pueblo con Encanto" (Città con Fascino) dal governo dello Stato del Messico.

## Storia
Secondo i reperti archeologici, ci fu una villaggio fortificato all'incirca tra il 3100 ed il 600 a.C. La zona archeologica si trova poco a nord-ovest della piazza principale della città. Gruppi quali i Xochteca, Cocolca, Olmechi-Xicallanca e Quiyahuizteca abitarono l'area tra il X ed il XIII secolo. Questi popoli furono infine cacciati da Toltechi e Cicimechi. Un sottogruppo delle due tribù, chiamato Nonohualca, giunse nella regione nel XIII secolo e nel 1336 creò un insediamento nel punto in cui oggi sorge Tlalmanalco. Questa città-stato si alleò con le popolazioni di Amecameca, Chimalhuacán e Tenango Tepopollan. Questa zona fu una delle ultime ad essere conquistata dagli Aztechi, che sottomisero l'alleanza solo dopo 100 anni di combattimenti, nel 1465.
La fondazione della città spagnola avvenne nel 1525 per opera di fra' Juan de Rivas, nello stesso anno in cui fra' Martin de Valencia fece partire l'evangelizzazione dei nativi americani che abitavano la zona. Gli Annali di Chimalpain indicano che il santuario indigeno fu distrutto nel 1525, e che una chiesa ed una cappella all'aperto furono consacrate nel 1532, nonostante la cappella non fu mai completata. Tlalmanalco patì lo schiavismo imposto alla popolazione nativa tra il 1550 ed il 1633, anno in cui la pratica fu abolita.
I tentativi di industrializzare un'economia che era prettamente agricola iniziarono nel 1858, quando furono introdotte industrie che fondevano rame e tessevano, e fu installata una linea ferroviaria. Una delle ditte più importanti a cavallo tra XIX e XX secolo fu la San Rafael y Anexas, S.A., situata nel vicino villaggio di San Rafael. Questa ditta elevò il livello economico della regione, e fu considerata una delle principali industrie messicane tra il 1930 ed il 1970.

## Monumenti e luoghi d'interesse

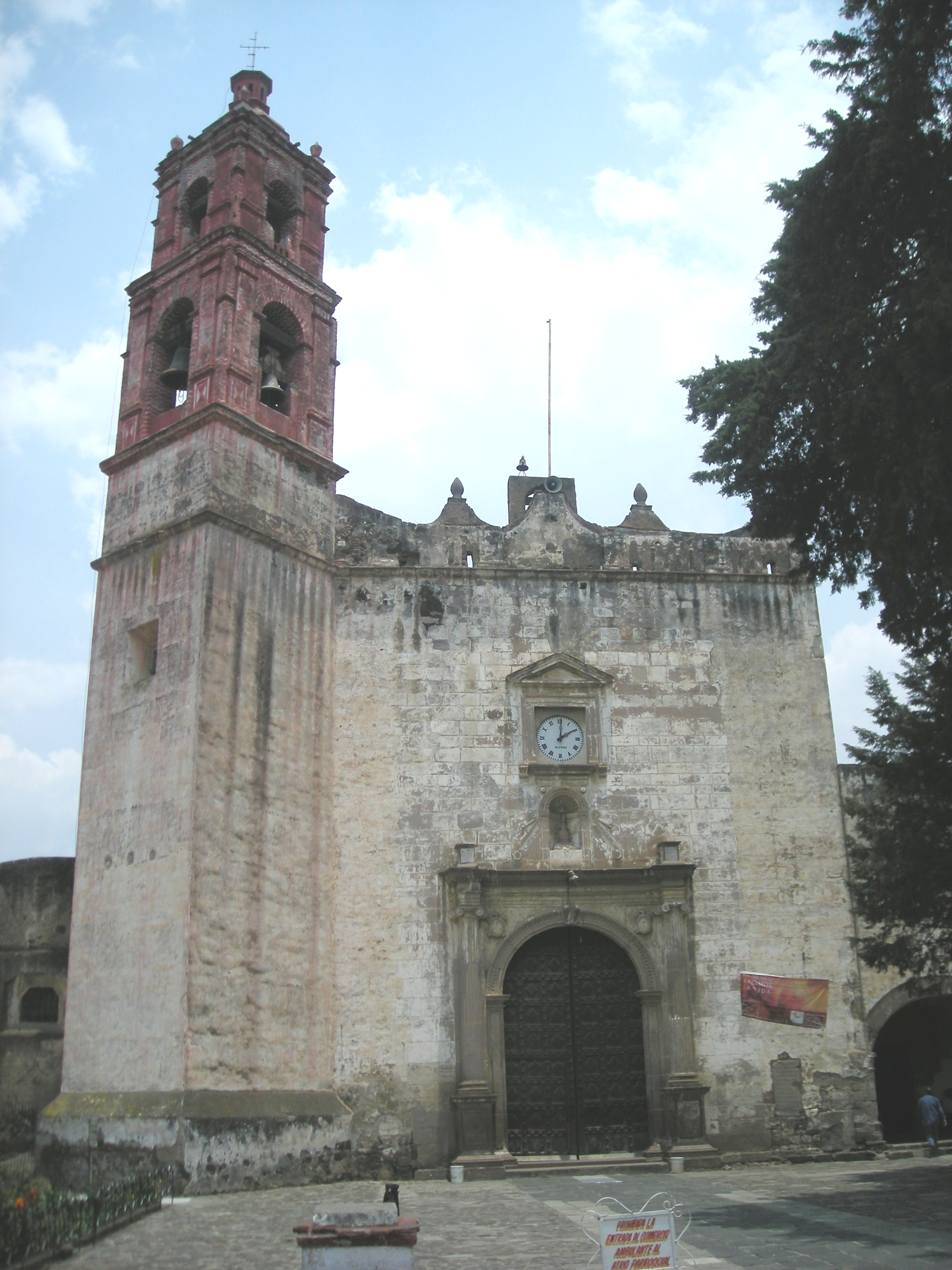
Facciata della chiesa

Il Tempio di San Luigi Obispo, con l'aggiunta della Capilla Abierta (Cappella aperta), fu costruito nel XVI secolo dai francescani all'interno del monastero di san Luigi. La prima chiesa fu eretta da fra' Juan de Rivas che la inaugurò nel 1532. Il complesso maggiore fu costruito tra il 1585 ed il 1591. La chiesa è decorata in maniera molto semplice, con solo delle rose sugli stipiti delle porte principali. Nella navata centrale si trova un grande bassorilievo di san Francesco con le stigmate. La chiesa ha solo una navata, ed uno spazio poligonale per l'altare principale. È coperta da una volta a botte con false travi dipinte sul soffitto. L'interno contiene una sontuosa pala d'altare barocca messicana fatta di cedro, che rappresenta la visita della Vergine. I dipinti su questo altare sono opera di Baltasar de Echave Il chiostro contiene affreschi con scene di flora e fauna e figure umane, oltre che ritratti di Martin de Valencia e di santa Chiara. Fra' Martin de Valencia morì ad Ayotzingo e fu sepolto nella chiesa di Tlalmanalco.

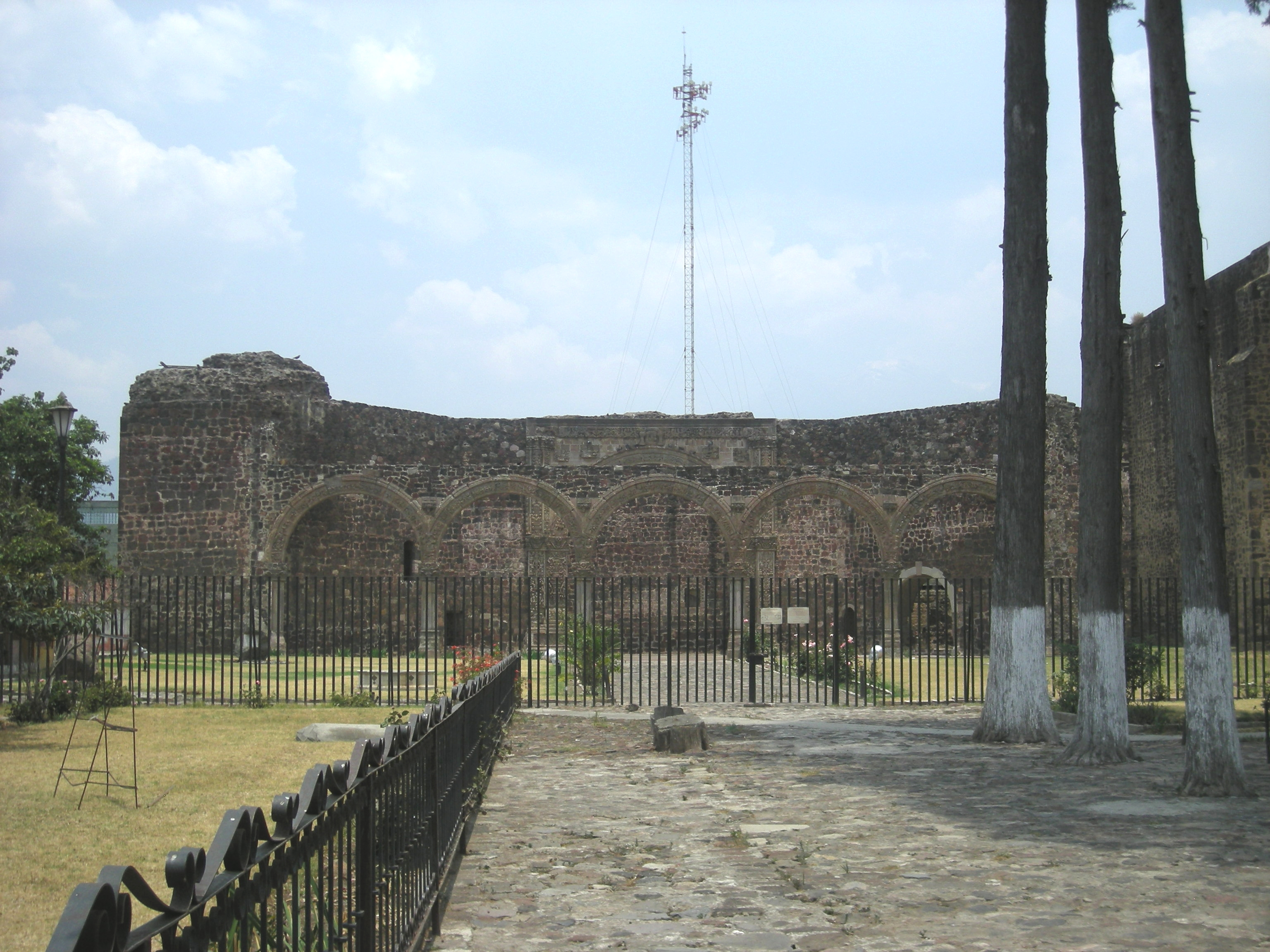
La Capilla Abierta

Tlalmanalco fu uno dei primi posti ad avere una "cappella aperta", ed è uno dei pochi in cui è rimasta intatta. La cappella aperta veniva utilizzata per celebrare la messa per i nativi che non volevano entrare negli oscuri confini di una vera chiesa. La Capilla Abierta è in stile barocco messicano ed è considerata un valido esempio di arte "tequitqui". Il termine nahuatl "tequitqui" significa "vassallo". Questa espressione era utilizzata per fare riferimento alle opere artistiche, soprattutto sculture, fatte da artigiani indigeni su tmi cristiani. La Capilla Abierta ha una base trapezoidale, ed è rimasta incompleta. Cinque archi completi di capitello terminavano con bassorilievi ed un fregio che seguiva il contorno degli archi, riempito di figure umane. Questi archi erano riservati per le persone di rango elevato. L'arco posto dietro loro era probabilmente riservato per l'altare. L'interno è protorinascimentale, e decorato con motivi italiani e figure che sembrano rappresentare il bestiario indigeno. Tra le immagini vi sono telamoni, capri (che rappresentano la lussuria) ed un ritratto di fra' Martin de Valencia e di santa Chiara. Il miscuglio di motivi cristiani ed indigeni è stato studiato da Gustavo Curiel e da altri. Secondo Curiel, le immagini sembrano rappresentare lo scontro tra idolatria, associata al diavolo, e Cristianesimo, in competizione per l'anima.
Il museo Nonohualca espone reperti archeologici provenienti dall'area attorno a Tlalmanalco. Molti di questi reperti sono sculture, la migliore delle quali è l'effigie di Xochipilli. Questa statua fu trovata sul versante del vulcano Popocatépetl vicino a Tlalmanalco ed è esposta presso il Museo nazionale di antropologia di Città del Messico.

## Cibo e festival
Tra i piatti tipici della zona ci sono mixiote, tlacoyo, fagioli, requeson, cecina, mole verde con pollo o maiale, e maiale in chili mulato, ma la vera specialità e il tamal con i capulin (un tipo di ciliegia) e mais.
Nell'ottobre del 2008 in città si tenne il primo Festival Internazionale della Musica Antica, a cui parteciparono tra gli altri la cantante Rita Guerrero, il flautista Horacio Franco e l'Alharaca Ensemble. Il festival fu una serie di dodici concerti tenuti nei più importanti siti storici della città, come il tempio di san Luigi Obispo, l'antico ospedale Belthemita e la piazza principale.
Le più importanti feste annuali ruotano attorno ai santi patroni cittadini, soprattutto a san Luigi vescovo ed all'arcangelo Raffaele. La festa di san Luigi vescovo si tiene il 20 agosto, mentre quella dell'arcangelo Raffaele è il 29 settembre. Vengono celebrate con processioni, fuochi artificiali e danze locali, tra cui "Los Doce Pares de Francia", "Marotas" e "Chinelos".

## La municipalità
Essendo sede municipale, la città di Tlalmanalco ha giurisdizione governativa per le seguenti comunità: San Antonio Tlaltecahuacán, San Lorenzo Tlalmimilolpan, San Rafael, Santo Tomás Atzingo, Ranchería San José Zavaleta, La Ladrillera, Rancho Santa Cruz, Rancho Cuautenampa (La Quebradora), La Escondida, Rancho la Mesa, Santa María, Restaurante el Arenal (Familia Carbajal), El Brasero, Gavillero (Rancho el Gavillero), Lomas del Pedregal, Santiago (Kilómetro Cincuenta y Ocho y Medio), Fraccionamiento Valle Plateado, Villa Rincón de las Montañas, La Presa, Ejido San Lorenzo (La Cañada), Rancho de la Huerta, El Durazno, Rancho Santa Rita, Terreno San Luis (La Nopalera), Rancho la Joya (La Rosa), Vista Hermosa, Fraccionamiento Vergel de la Sierra, El Trapiche (Xacalco), Rancho Alfa y Omega, Colonia Ejidal (San Juan Atzacoaloya), El Faro, El Capulín, Tiro de las Palomas, Colonia el Magueyal Dos, Rancho Carvajal, Rancho San Luis, Rancho Fernando de la Machorra, Rancho la Encumbre, Colonia la Esperanza, Tepopotal e Fraccionamiento las Palomas. In totale, la municipalità ha una superficie di 158,76 km²  ed una popolazione di 43,930.
Le aree non coltivate sono principalmente foreste di pini, che coprono circa il 65% del territorio. Soloil 17,9% della terra è utilizzata per l'agricoltura, e si coltiva soprattutto il mais durante la stagione delle piogge. Esiste una certa attività di allevamento. Circa il 40% della popolazione municipale è occupata nelle industrie cartiere e tessili, oppure nei piccoli negozi. C'è anche la lavorazione del legname. Tlalmanalco è stata nominata "centro sostenibile" dalla Foundation for Sustainable Development del Messico in cooperazione con governo statale e UAM. Questo è avvenuto in risposta al peggioramento delle condizioni ambientali ed alla crescita della popolazione, che ha portato alla richiesta di sempre maggiori servizi.
Il fiume principale si chiama La Compañía e ha nove arroyo, un lago e sette acquedotti che vi attingono. Molta dell'acqua che vi scorre arriva dal ghiacciaio Ayolotepito. La disponibilità di acqua potabile è un problema. Nel gennaio 2008, 400 rancher delle alte montagne protestarono per questa mancanza, e bloccarono il sistema di trasporto dell'acqua potabile a valle, soprattutto al capoluogo municipale. Chi protestava chiedeva la costruzione di una nuova linea idrica.

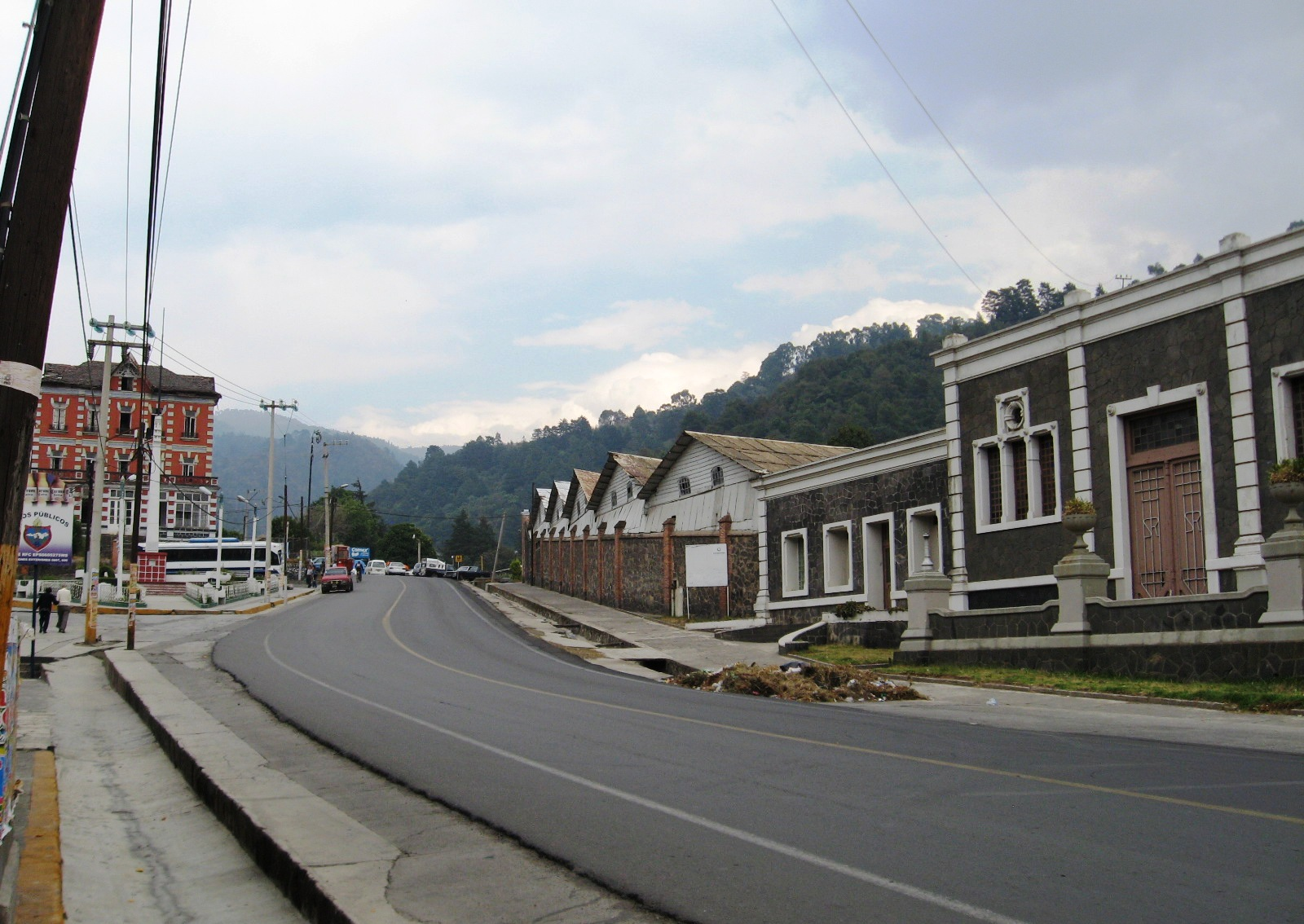
San Rafael

La più importante comunità fuori dal capoluogo municipale è San Rafael, situata circa 15 km ad ovest di Tlalmanalco, ai piedi del vulcano Iztaccihuatl. LA città fu creata soprattutto dopo la fondazione della cartiera San Rafael, che raggiunse il picco di produzione tra il 1930 ed il 1970. I suoi vecchi cinema e casino sono tuttora in piedia, ma non vengono utilizzati. Esistono molte antiche case che mostrano l'influenza francese che fu popolare in Messico tra il XIX ed il XX secolo. La città è quasi completamente circondata da una pineta, e molte strade sterrate conducono in città, molte delle quali furono tracciate dalla ditta cartiera.
La municipalità ha un'altitudine molto variabile, con Teyotl posta a 4700 metri s.l.m. e Tlatlachelo a 3175. Quest'ultima contiene alcuni santuari Toltechi.